# Caernarfon

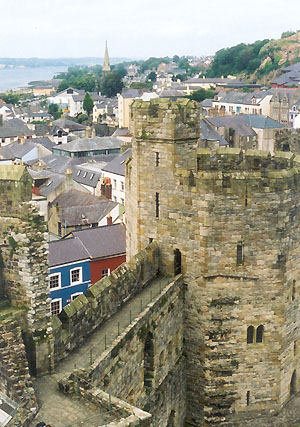
Caernarfon

Caernarfon (anglicky i velšsky; dřívější anglický pravopis byl Carnarvon, od jeho používání bylo upuštěno a byl sjednocen s velšským) je přístavní město na severu Walesu, hlavní město hrabství Gwynedd. V roce 2011 zde žilo 9615 obyvatel.
Je zde hrad pocházející z 11. století (později byl přestavěn). Ve městě se nachází všeobecná škola Ysgol Syr Hugh Owen a vysoká škola Coleg Menai.
Několikrát se zde konal kulturní festival National Eisteddfod (poprvé v roce 1862). Město je sídlem sportovních klubů Caernarfon Town F.C. (fotbal) a Caernarfon RFC (ragby).
Pocházel odtud například Lewis Jones, jeden ze zakladatelů velšských osad v Patagonii.